# زيتون وردي
زيتون وردي (الاسم العلمي:Olea rosea) هو نوع من النباتات يتبع جنس الزيتون من الفصيلة الزيتونية.